# Lüttershausen
Lüttershausen ist eine Ortschaft der Gemeinde Windeck im Rhein-Sieg-Kreis in Nordrhein-Westfalen.

## Lage
Lütterhausen liegt im Bergischen Land zwischen Eitorf im Siegtal und Schönenberg im Bröltal an einem nach Norden/Osten ausgerichteten Talhang des Rieferather Baches, eingebettet in ein Landschaftsschutzgebiet. In unmittelbarer Nähe führt die über den Höhenzug der Nutscheid verlaufende historische Nutscheidstraße vorbei, im Volksmund „Römerstraße“ oder auch „ahl Stroße“ genannt.
Lüttershausen bildet zusammen mit den Nachbardörfern Altenherfen, Gutmannseichen, Ober- und Niederrieferath sowie Ringenstellen die Herchener Höhe.
Bis in die 1960er-Jahre war das dörfliche Leben von der Landwirtschaft geprägt. Es gab kaum eine Familie, die nicht Nutzvieh als landwirtschaftlichen Nebenerwerb hielt. Nach jahrhundertelanger Milchwirtschaft mussten im Jahr 2003 die letzten Milchkühe das Dorf verlassen. Heute werden lediglich Pferde, Schafe und einiges Federvieh gehalten. Wo früher Ackerbau betrieben wurde, findet man heute nur Grünland. Die Weideflächen sind größtenteils verpachtet und werden von auswärtigen Landwirten bewirtschaftet.

### Namensgebung
Der aus „Lütters“ und „hausen“ gebildete Ortsname wird nach H. Dittmaier so erklärt: „Lütter(s)“ ist eine Abwandlung des Personennamens „Liuthar“. Die Endung „-hausen“ bezeichnet eine Ansiedlung mehrerer Wohnhäuser. Für das Bergische Land nimmt Dittmaier an, dass die sogenannten „Hausennamen“ in der Zeit des 10. bis 11. Jahrhunderts entstanden sind, wobei nicht auszuschließen ist, dass dort vorher schon Ansiedlungen waren. Neuere Namensforschungen (Alfred Hunold) sehen einen vorgermanischen Ursprung. Demnach könne der Name „Lüttershausen“ aus dem vaskonischen (baskischen) Sprachstamm abgeleitet und so gedeutet werden, Zitat: lup-etza = Schlamm, t=p, tar-teka = streckenweise, -hausen >streckenweise Schlamm.

## Geschichte
1427/30 wird Lüttershausen erstmals als Luterhusen erwähnt. Ein Eintrag im Mirakelbuch der Kirche zu Hilgenroth (Westerwald) lautet: „heredes Rost de Luterhusen unam candelam“, übersetzt „heredes (Erbe) Rost (Bezeichnung für Schmied) aus Luterhusen stiftet eine Kerze“.
1565 (17. Juli) wird Lüttershausen in einer Aufstellung über „… sambtliche angegebene freyen oder Dienstreuter in gerutem Ambt Blanckenberg…“ wie folgt genannt: „Johan auf der Hardt von wegen seinen Guttern zu Lüttershaußen…“. Die Güter zu Hardt (bei Ruppichteroth) und Lüttershausen dienten 1565 einem gewissen Johan Stommel und später nach 1594 seinen Erben als Sattelgüter. Einer der Erben, der 1612/16 genannte Johan Stommel (junior) zu Harth, war wohl ein Schultheiß von Ruppichteroth.
In einer Kirchspielkarte von 1644 ist zwischen dem „Wingenbacher Büsch“ und dem „Lüthershäuser Büsch“ ein Grenzstein eingezeichnet, der die Grenze zwischen Eitorf und Herchen markiert.
Lüttershausen war 1789 ein Teil der Honschaft Höhe und gehörte neben den Honschaften Herchen, Röcklingen und Stromberg zum Kirchspiel Herchen (Sieg). Herchen lag damals im Amt Blankenberg im Herzogtum Berg.
Heute gehört Lüttershausen zur Gemeinde Windeck im Rhein-Sieg-Kreis. Bis zur kommunalen Neuordnung im Jahre 1969 war Lüttershausen eine Ortschaft der (Alt)Gemeinde Herchen.
1830 wurde eine statistische Erhebung der Bürgermeisterei Herchen durchgeführt. Danach lebten damals in dem Weiler Lüttershausen 78 Einwohner.
Am 20. Juni 1901 mussten sich vor dem Schwurgericht in Bonn fünf Männer aus Lüttershausen und Rieferath wegen versuchten Totschlags und Jagdvergehens verantworten. Sie waren am Sonntag, dem 13. Januar 1901, von Gottfried B., staatlicher Förster aus Rotscheroth, Gemeinde Ruppichteroth, im Wald bei Lüttershausen auf frischer Tat gestellt worden. Es kam zu einem Schusswechsel, wobei der Förster durch eine Ladung Rehposten an Kopf, Hand und Brust verletzt wurde. Einer der Täter erhielt einen Schrotschuss in den Mantel. An der von der Öffentlichkeit mit großem Interesse verfolgten Verhandlung nahm auch Kronprinz Wilhelm von Preußen teil, der zu dieser Zeit in Bonn Jura studierte. Nach 6-stündiger Verhandlung wurde das Urteil gefällt. Die beiden Haupttäter, der Tagelöhner Peter Wilhelm G. und der Zimmermann Franz Josef S. aus Lüttershausen, erhielten 5 Jahre und 1 Monat bzw. 5 Jahre und 2 Monate Zuchthaus. Die drei übrigen, Ackerergehilfe Johann G. (Bruder von Peter Wilhelm G.) aus Lüttershausen und der Ackerer Gottfried H. aus Rieferath wurden zu je 2 Monaten Gefängnis verurteilt. Peter D., Fabrikarbeiter, ebenfalls aus Rieferath, kam mit 14 Tagen Gefängnis davon.
Am 22. Februar 1945 entstand die wohl erste Luftbildaufnahme von Lüttershausen. Aufgenommen von einem US Aufklärungsflieger, befindet sich das Original heute im Archiv der „Royal Commission on the Ancient and Historical Monuments of Scotland“.

### Besiedelung
Es ist anzunehmen, dass die Besiedelung des Dorfes über die Nutscheidstraße erfolgte, da in früherer Zeit die sumpfigen Täler verkehrsmäßig nicht zugänglich waren. Lüttershausen kann aufgrund seines Namens zu den älteren Siedlungen im Umland der Nutscheid gezählt werden. Die Gründung könnte in die karolingische Erschließungsphase im 8. Jahrhundert fallen.

## Einwohnerentwicklung
1925 gab es in Lüttershausen dreizehn Haushalte.
1950 hatte der Ort 31 Haushalte.

## Persönlichkeiten
- Johann Arnold Glasmacher, von 1755 bis 1768 Pfarrer in der katholischen Pfarrei zu Winterscheid (Gemeinde Ruppichteroth). Nach einer Eintragung im Kirchenbuch von Winterscheid hat sich Glasmacher dort sehr verdient gemacht. So hat er Teile der Kirche neu errichten lassen, wozu er 200 Reichsthaler aus eigenen Mitteln beisteuerte. Er hat ebenso mehrere Fischweiher wie auch einen Weinberg anlegen lassen, zahlreiche Eichen angepflanzt und Ländereien vermessen lassen. Der Geistliche, so wird überliefert, habe in dem 1749 errichteten elterlichen Haus in Lüttershausen (heute Heisbergstraße) gewohnt und sei täglich mit dem Pferd nach Winterscheid geritten. Johann Arnold Glasmacher starb am 6. Juni 1768.[5]
- Wilhelm Ruppert, Fabrikant aus Porz-Wahn/Rhld. Seine Firma produzierte Isolatoren und Isolierstoffe für die Elektroindustrie. Ruppert besaß bereits vor dem Zweiten Weltkrieg in Lüttershausen ein bis heute erhaltenes Jagdhaus und ein weiteres Haus mit Wohnungen für seinen Fahrer und den Jagdaufseher.
- Arthur F. Utz (1908–2001), Sozialphilosoph, hielt sich von 1941 bis zum Ende des Krieges vor dem Zugriff der „Geheimen Staatspolizei“ in Lüttershausen versteckt